# منلو (آیووا)
منلو (به انگلیسی: Menlo) شهری در ایالت آیووا کشور ایالات متحده آمریکا است که جمعیت آن در سرشماری سال ۲۰۱۰ میلادی، ۳۵۳ نفر بوده‌است.